# Banque d'épreuves Géologie Eau et Environnement
 (décembre 2020).
Si vous disposez d'ouvrages ou d'articles de référence ou si vous connaissez des sites web de qualité traitant du thème abordé ici, merci de compléter l'article en donnant les références utiles à sa vérifiabilité et en les liant à la section « Notes et références ».
En France, la banque d'épreuves Géologie Eau et Environnement dite G2E permet l'accès à certaines écoles d'ingénieurs.
Elle est destinée aux élèves des classes prépa BCPST. Les écoles sont toutes axées vers la géologie, l'eau et l'environnement. Ces domaines sont en plein développement.

## Écoles concernées (2021)
En 2021, le concours G2E permet l'accès à 14 écoles d'ingénieurs.
- École d'ingénieurs ENSIL-ENSCI
- École d'ingénieurs du Littoral-Côte-d'Opale (EILCO)
- École et observatoire des sciences de la Terre (EOST)
- École nationale de la météorologie (INP ENM)
- École nationale des sciences géographiques (ENSG Géomatique)
- École supérieure des géomètres et topographes (ESGT)
- École nationale des travaux publics de l'État (ENTPE)
- École nationale du génie de l'eau et de l'environnement de Strasbourg (ENGEES)
- École nationale supérieure d'ingénieurs de Poitiers (ENSIP)
- École nationale supérieure de géologie (ENSG Géologie)
- École nationale supérieure en environnement, géoressources et ingénierie du développement durable (INP ENSEGID)
- École nationale supérieure Mines-Télécom Lille Douai (IMT Lille Douai)
- École nationale supérieure des mines d'Albi-Carmaux (IMT Albi)
- École nationale supérieure des mines d'Alès (IMT Alès)

## Déroulement
Les candidats peuvent s'inscrire sans conditions d'âge ni de scolarité. Le coût est de 270 € (pour les boursiers, 100 €).
En 2015 le concours comptait environ 1500 candidats aux épreuves écrites, 530 aux épreuves orales et offrait 243 places dans l'ensemble des écoles.

### Épreuves écrites
Elles ont lieu en un centre d'examen de chaque académie, au milieu du mois de mai.
| Epreuve               | Durée | Coefficient |
| Mathématiques         | 4h00  | 5           |
| Chimie                | 3h00  | 3           |
| Biologie              | 3h00  | 3           |
| Composition française | 3h30  | 5           |
| Physique              | 3h30  | 4           |
| Géologie              | 3h00  | 3           |

### Épreuves orales
Elles ont lieu au lycée Stanislas de fin juin à début juillet. Chaque épreuve a une durée de 40 minutes (20 min de préparation et 20 min d'interrogation) excepté l'épreuve de TIPE (20 min d'interrogation).
Le groupe 1 représente l'ENGEES, le groupe 2 : EIL, ENSG, ENSIL, ENSIP, ENSEGID, le groupe 3 : EOST, ENSG Géomatique, ESGT et le groupe 4 : ENTPE, IMT Mines
| Épreuve                                     | Coef groupe 1 | Coef groupe 2 | Coef groupe 3 | Coef groupe 4 |
| Mathématiques                               | 4             | 4             | 6             | 6             |
| Physique                                    | 5             | 4             | 6             | 6             |
| Chimie ou Informatique                      | 1             | 2             | 1             | 1             |
| Géologie pratique                           | 3             | 4             | 3             | 3             |
| TIPE                                        | 8             | 5             | 5             | 5             |
| Langue vivante 1 (Anglais)                  | 5             | 5             | 3             | 3             |
| Langue vivante 2 facultative (All. ou Esp.) | (2)           | (2)           | (2)           | (-)           |